# Стефан Мутимирович
Стефан Мутими́рович (серб. Стефан Мутимировић) — младший сын сербского князя Мутимира. Предположительно, он родился около 870 года и стал единственным сыном Мутимира, названным христианскими именем. Его имя считается доказательством того, что к моменту его рождения сербы уже были крещены. Стефан Мутимирович в трудах Константина Багрянородного упоминается в связи с возвратам болгарских пленных, которых разбил в сражении дед Стефана Властимир. После смерти своего отца Мутимира около 891 года, Стефан правил Сербским княжеством вместе с братьями Первославом и Браном. В 892 году они были свергнуты своим двоюродным братом Петром Гойниковичем, прибывшим из Хорватского княжества. Сыновья Мутимира бежали в Хорватию. Дальнейшая судьба Стефана неизвестна.